# Nokia N96
Nokia N96 — смартфон высокого класса, анонсированный Nokia 11 февраля 2008 года на Mobile World Congress в Барселоне, входящий в линейку Nseries. N96 работает на обновленной ОС Symbian v9.3 (S60 3rd Edition, FP2). Он совместим с игровой платформой N-Gage 2.0, а также имеет телевизионный тюнер DVB-H.
По сравнению с популярным Nokia N95 8 ГБ, N96 имеет удвоенный объем флэш-памяти (16 ГБ), двойную светодиодную вспышку в камере и более тонкий дизайн. Однако критики негативно оценили время автономной работы N96 и неудобство использования, а пониженная тактовая частота процессора вызвала вопросы. Это был один из самых ожидаемых мобильных телефонов 2008 года, но его выпуск был отложен, и он стал широко доступен только с октября 2008 года. Таким образом, это считается коммерческим провалом. Критики заявили, что Nokia N85 предоставляет больше новых функций по сравнению с N96 по значительно более низкой цене.

## Выпуск
Поставки N96 начались в сентябре 2008 года, А Европа, Ближний Восток и Азиатско-Тихоокеанский регион стали первыми регионами, где телефон был предоставлен потребителям. Вскоре после этого ожидались американские и китайские версии. В США устройство продавалось за 900 долларов США, что было раскритиковано как слишком дорогое. Общей датой выпуска N96 в Великобритании было 1 октября, хотя в Лондоне была отдельная дата 24 сентября, когда устройство поступило в продажу исключительно во флагманских магазинах Nokia на Риджент-стрит и в Терминале 5 (аэропорт Хитроу).

## Основные различия между N95 8GB и N96

### Положительные
- Двойная светодиодная вспышка камеры (один светодиод в N95 8 ГБ).
- Новый аудио DSP.
- Более длительное время воспроизведения музыки (14 часов) и время воспроизведения видео (6 часов).
- Добавлен видеокодек Windows Media WMV9.
- Аппаратное ускорение видеокодеков для H.264 и WMV.
- Встроенный ресивер Mobile TV DVB-H 1.0 — только при платной подписке.
- Откидная подставка для более удобного просмотра контента, когда устройство находится на плоской поверхности (вокруг объектива в сборе).
- S60 3rd Edition обновлен с Feature Pack 1 до Feature Pack 2 (https://web.archive.org/web/20080820115610/http://www.s60.com/business/whatss60/softwareversions/3rdedition).
- Версия прошивки v88.0.12.0.
- Движок Java ME обновлен с MIDP 2.0 до MIDP 2.1.
- Пользовательские данные сохраняются при обновлении прошивки (эта функция также присутствует на N95-2, так как v21 устанавливает базовые файлы UDP).
- Открытая поддержка C/C++.
- Новое приложение QuickOffice открывает все типы файлов Microsoft Office.
- Новая версия Nokia Video Center (показ и редактирование видео).
- Новая версия программного обеспечения Nokia Experience.
- Micro 2.0 Hi-Speed USB (запись 3 Мбит/с, чтение 4,1 Мбит/с — N95 8 ГБ использует полноскоростной USB).
- Слот для карты памяти MicroSD (как в оригинальном N95, а в N95 8 ГБ нет слота для карты).
- Читатель RSS 2.1.
- FM-радио с поддержкой RDS.
- N96 — это двухдиапазонный HSDPA (900 и 2100 МГц, а N95 — однодиапазонный 2100 МГц).
- Нет необходимости открывать задвижку для оптимального приема GPS.
- Nokia N96 имеет переднюю камеру VGA (N95 8G имеет CIF).
- Видео фотовспышки.
- Модернизированный стереозвук Bluetooth.
- FOTA (прошивка по воздуху).
- Уведомление по электронной почте OMA v1.0.
- Управление устройствами OMA v1.2.
- Плагин OpenGL ES 1.1.
- Двойной режим передачи (MSC 11).
- Поддержка профилей SPP Bluetooth.

### Отрицательные
- Режим ТВ – недоступен.
- Бесплатная спутниковая навигация — недоступна — Nokia сообщает, что она находится в стадии разработки, и они полностью ожидают, что она будет доступна, но пока не сообщает, когда она будет доступна.
- Музыкальная гарнитура Nokia HS-45, AD-54.
- ЦП: N96 имеет двойной ARM9 264 МГц без инструкций с плавающей запятой (N95 имеет двойной ARM11 332 МГц с векторной плавающей запятой).
- N96 имеет 8-кратный цифровой зум изображения и 4-кратный цифровой зум видео (в то время как N95 имеет 20-кратный цифровой зум и 8-кратный цифровой зум видео), хотя преимущества этого являются спорными.
- Та же батарея, что и у оригинального N95 (950 мАч), но, как сообщается, N96 имеет гораздо лучшее время автономной работы при использовании той же батареи из-за улучшений программного обеспечения в Feature Pack 2 (Nokia N95 8 ГБ имеет батарею 1200 мАч).
- Нет аппаратного ускорителя 3D-графики.
- Нет инфракрасного порта.
- N95 имеет крышку объектива и качественный затвор (и N95 8GB, и N96 не имеют этой функции).
- Режим обмена MMS-сообщениями не выбирается вручную. Если вы напишете длинное текстовое сообщение, оно автоматически выберет режим MMS, который может помешать получателю получить сообщение, если на его телефоне не настроено MMS. (Сотрудник Nokia в США заявил, что очень скоро будет выпущено обновление, которое исправит это [необходима цитата]). Предполагается, что этот автоматический выбор режима MMS связан с Smart Connectivity Nokia).
- Поддержка VoIP 2.1 для WLAN и сотовой связи. Однако встроенный клиент VoIP из N95, который позволял конечному пользователю совершать интернет-звонки напрямую без установки какого-либо дополнительного программного обеспечения, был удален из N96. Тем не менее, VoIP API все еще существует, и разработчики программного обеспечения могут использовать его в своих приложениях.
- Кнопка карандаша, которая используется для пометки/снятия пометки элементов и выделения текста, не включена. Но это действие все же можно выполнить, нажав и удерживая клавишу #.

## Критика
Nokia N96 был раскритикован за свою нестабильную работу и относительно невысокую производительность. Тем не менее, устройство было достаточно популярным среди пользователей и было продано около 5 миллионов копий во всем мире. В последующие годы Nokia выпустила более совершенные модели, такие как N97 и N8, которые заменили N96 на рынке мобильных устройств.

## В популярной культуре
В 2008 году в Интернете стал вирусным видеоролик, рекламирующий Nokia N96 Limited Edition Bruce Lee. Видео, созданное пекинским офисом агентства J. Walter Thompson (JWT) и ориентированное на китайский рынок, показывает, что похоже на архивные кадры, на которых Брюс Ли выполняет различные трюки с нунчаками. Видео было специально сделано как никогда ранее не публиковавшиеся кадры Брюса Ли (в частности, мяч на видео был добавлен в цифровом виде при постобработке), что позже признала главный креативный директор JWT Полли Чу. Соответствующий веб-сайт nokia-lee.com.cn, показанный в рекламном ролике, с тех пор был захвачен порнографическим контентом.
Nokia N96 также появляется в культовом клипе Кэти Перри «Hot n Cold».